# Amalie Weidner-Steinhaus
Amalie Weidner-Steinhaus (*  4. Januar 1876 als Elisabeth Steinhaus in Ruhrort; † 3. Februar 1963 in Duisburg) war eine Duisburger Heimatdichterin. Sie verfasste zahlreiche Beiträge in niederrheinischer Mundart.

## Leben
Elisabeth (später „Amalie“) Steinhaus wurde am 4. Januar 1876 im Haus Luisenstraße 23 in der damals noch eigenständigen Gemeinde Ruhrort geboren. Ihre Eltern waren der Postschaffner Johann Heinrich Steinhaus (1826–1877) und dessen Ehefrau Gertrud, geborene Wickum (1839–?). Sie war das jüngste der fünf Kinder des Ehepaares und hatte zwei ältere Schwestern namens Mathilde (* 1865) und Sophie (1869–1938) sowie zwei ältere Brüder namens Heinrich Gerhand (* 1867) und Wilhelm (* 1873). Im Jahr nach ihrer Geburt starb ihr Vater im April 1877 im Alter von 50 Jahren; ob ihre Mutter eine zweite Ehe einging, ist nicht bekannt.
Im Alter von 22 Jahren heiratete Elisabeth Steinhaus am 6. Februar 1898 in Essen Gustav Adolf Weidner und führte fortan den Familiennamen Weidner-Steinhaus. Nach der Heirat lebte sie in Duisburg, wo sie zeitweilig gemeinsam mit ihrem Ehemann ein Geschäft für Konditoreibedarf betrieb. Nach 35 Jahren wurde ihre Ehe am 4. November 1933 vor dem Landgericht Duisburg rechtskräftig geschieden.
Neben ihrer Berufstätigkeit verfasste Weidner-Steinhaus Gedichte und Erzählungen in „Ruhrschem Platt“, einer Mundart, die noch bis in die 1950er Jahre in Ruhrort und den bäuerlich geprägten Stadtteilen am Rande Duisburgs gesprochen wurde. Den neuen Vornamen „Amalie“ legte sich die Dichterin zu einem nicht genau bekannten Zeitpunkt selbst zu. In ihren Werken beschrieb sie die Landschaft und das Alltagsleben der Menschen ihrer Heimat. Ihren ersten Geschichtenband mit dem Titel Jan on Gretje, zu dem der Duisburger Maler Peter Stermann die Illustrationen beitrug, veröffentlichte Weidner-Steinhaus im Jahr 1930 noch im Selbstverlag. In den folgenden drei Jahrzehnten folgten zahlreiche weitere Werke. Liewe olde Ruhr, 1951 erschienen, enthielt als Besonderheit eine umfangreiche Zusammenstellung von Wörtern und Redewendungen im Ruhrorter Dialekt.
Der Historiker und Duisburger Stadtarchivar Günter von Roden würdigte im Jahr 1974 ihr Werk in seiner Monographie Geschichte der Stadt Duisburg und schrieb, Amalie Weidner-Steinhaus habe „[…] durch Aufsätze und verschiedene Heimatbücher den nun schon so gut wie ausgestorbenen Ruhrorter Dialekt festgehalten und sich dadurch selbst ein Denkmal gesetzt.“
Sie war eine bekannte und geschätzte Persönlichkeit in ihrer Heimatstadt und wurde von einigen liebevoll „Malchen“ (von Amalie) genannt.
Amalie Weidner-Steinhaus starb am 3. Februar 1963 wenige Wochen nach Vollendung ihres 87. Lebensjahres in Duisburg. Sie fand ihre letzte Ruhestätte auf dem Alten Friedhof an der Eisenbahnstraße in Ruhrort, wo sie ein Ehrengrab der Stadt Duisburg erhielt.

## Ehrung

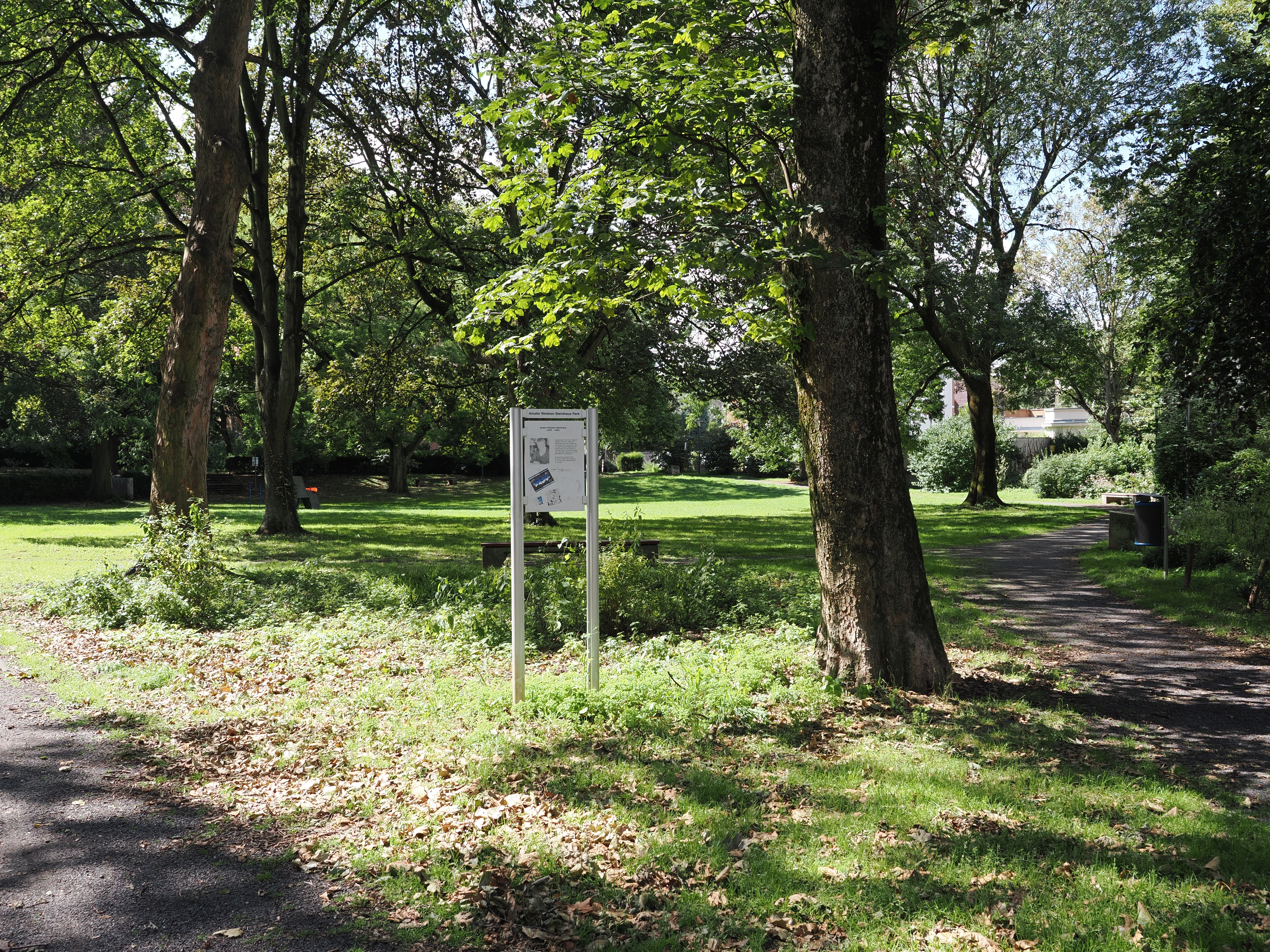
Amalie-Weidner-Steinhaus-Park mit Gedenktafel (Sommer 2024)

Am 5. September 2008 wurde der Heimatdichterin ein Park an der Hafenstraße in Duisburg-Ruhrort gewidmet. Mit einer Fläche von 0,6 ha gehört er zu den kleineren Parks der Stadt Duisburg. Die Informationstafel am Parkeingang mit ihrem Foto trägt folgenden Text: 

„Die gebürtige Ruhrorterin, liebevoll ‚Malchen‘ genannt, erhielt die Wertschätzung viele Bürgerinnen und Bürger nicht zuletzt durch ihre in einigen Bänden festgehaltenen Erzählungen und Dichtungen im Ruhrorter Platt. Ihre Verbundenheit zum Heimatort machte sie zu einer geschätzten Persönlichkeit. Die Benennung dieses Parks dient dem Zweck, das Andenken an die Ruhrorter Heimatdichterin zu erhalten.“

## Gedenken
Die Stadt Duisburg bietet im Rahmen ihrer Tourismus-Angebote eine Führung zum Thema „Ruhrort und die Frauen. Starke Persönlichkeiten aus drei Jahrhunderten“ an. Amalie Weidner-Steinhaus ist eine der drei Frauen, die im Verlauf dieser Veranstaltung als „bedeutende Ruhrorter Frauenpersönlichkeiten, die über drei Jahrhunderte hinweg hier die Fäden gezogen und ihren ‚Mann‘ gestanden haben“, vorgestellt werden.
Der schriftstellerische Nachlass von Amalie Weidner-Steinhaus sowie Archivalien zu ihrer Person (Zeitungsausschnitte anlässlich der Geburtstage und Tod, finanzielle Förderung, handgeschriebene Entwürfe ihrer Werke, Briefe an den Kulturdezernenten, Postkarten etc.) werden im Stadtarchiv Duisburg aufbewahrt.

## Werke (Auswahl)
- Jan on Gretje. Geschichskes üt de Ruhr. Selbstverlag, Duisburg 1930.
- Ruhrort mit dem größten Binnenhafen der Welt in Wort und Bild aus alter Zeit. Wohre Stöckskes on Lietjes üt de olde Ruhr. Druckerei Ferdinand Kleinagel, Duisburg-Ruhrort 1931 (93 S.).
- Liewe olde Ruhr: en Heimatbükske. Brendow, Duisburg-Ruhrort 1951.
- Muttersprache, Mutterlaut: In plattdeutscher Mundart; mit vielen hochdeutschen Übersetzungen der volkstümlichsten Ausdrucksweisen; der Jugend und den Freunden der plattdeutschen Muttersprache zugeeignet. Brendow & Sohn, Duisburg-Ruhrort, 2. Aufl. 1954.
- In Ruhrort ist es wunderschön. ohne Datum (handschriftliches Manuskript im Stadtarchiv Duisburg, Best. 46-5/4 ).
- Geschichskes von de olde Ruhr. In: Duisburger Forschungen, Bd. 1, 1957, S. 165–168.
- Erennerongen an Franz Haniel. In: 50 Jahre Ruhrorter Bürgerverein e. V., o. 0., o. J., S. 38 f.
- De erste Perdsbahn. In: Duisburger Heimatkalender, 1960, S. 72–73.